# Lovranovo
Lovranovo este o localitate din comuna Bloke, Slovenia, cu o populație de 22 de locuitori.